# Баттенайм
Баттена́йм (фр. Battenheim) — коммуна на северо-востоке Франции в регионе Гранд-Эст (бывший Эльзас — Шампань — Арденны — Лотарингия), департамент Верхний Рейн, округ Мюлуз, кантон Риксайм. До марта 2015 года коммуна административно входила в состав упразднённого кантона Ильзак (округ Мюлуз).
Площадь коммуны — 16,88 км², население — 1281 человек (2006) с тенденцией к росту: 1409 человек (2012), плотность населения — 83,5 чел/км².

## Население
Численность населения коммуны в 2011 году составляла 1355 человек, а в 2012 году — 1409 человек.
| 1962 | 1968 | 1975 | 1982 | 1990 | 1999 | 2006 | 2011 | 2012 |
| ---- | ---- | ---- | ---- | ---- | ---- | ---- | ---- | ---- |
| 620  | 757  | 813  | 1003 | 1174 | 1322 | 1281 | 1355 | 1409 |

Динамика населения:

## Экономика
В 2010 году из 910 человек трудоспособного возраста (от 15 до 64 лет) 677 были экономически активными, 233 — неактивными (показатель активности 74,4 %, в 1999 году — 75,2 %). Из 677 активных трудоспособных жителей работали 618 человек (339 мужчин и 279 женщин), 59 числились безработными (35 мужчин и 24 женщины). Среди 233 трудоспособных неактивных граждан 72 были учениками либо студентами, 107 — пенсионерами, а ещё 54 — были неактивны в силу других причин.
На протяжении 2011 года в коммуне числилось 592 облагаемых налогом домохозяйства, в которых проживало 1487,5 человек. При этом медиана доходов составила 24998 евро на одного налогоплательщика.